# 301061 Egelsbach
301061 Egelsbach este un asteroid din centura principală de asteroizi.

## Descriere
301061 Egelsbach este un asteroid din centura principală de asteroizi. A fost descoperit pe 28 octombrie 2008 la Tzec Maun de Erwin Schwab. Asteroidul prezintă o orbită caracterizată de o semiaxă mare de 2,22 ua, o excentricitate de 0,11 și o înclinație de 2,9° în raport cu ecliptica.